# Daniel Rossi
Daniel Rossi (Rio Claro, 4 januari 1981) is een Braziliaans voetballer.

## Carrière
Daniel Rossi speelde tussen 1996 en 2007 voor São Paulo, Kawasaki Frontale, Avaí en Rio Claro. Hij tekende in 2007 bij Sigma Olomouc.